# Choledochojejunostomie
Die Choledochojejunostomie ist eine Operation, bei welcher eine biliodigestive Anastomose zwischen dem Gallengang (Ductus choledochus) und dem Leerdarm (Jejunum) hergestellt wird. Der Zwölffingerdarm (Duodenum) wird dabei umgangen.
Der Gallengang verbindet die Galle-produzierenden Zellen der Leber normalerweise mit dem Zwölffingerdarm; kurz vor dem Einmünden in den Darm vereinigt er sich meist mit dem Pankreasgang (Ductus pankreaticus oder Wirsungianus) zur Vaterschen Ampulle (Ampulla hepatopancreatica), die dann als Vatersche Papille (Papilla duodeni major) in den Zwölffingerdarm mündet.
Der Eingriff, eine Form der Choledochoenterostomie, wird notwendig, wenn, z. B. im Rahmen einer Whipple’schen Operation, Teile des Gallenganges oder des Zwölffingerdarms entfernt wurden und eine neue Verbindung zwischen Leber und Darm angelegt werden muss. Dabei wird der Rest des Gallenganges in ein gesundes Darmstück eingenäht.